# Silvestr Braito
Silvestr Maria Braito (ur. 14 czerwca 1898 w Ruse, Bułgaria, zm. 25 września 1962 w Pradze) – czeski ksiądz katolicki, dominikanin, teolog, poeta, krytyk literacki, publicysta, tłumacz, założyciel i redaktor naczelny czasopisma filozoficzno-teologicznego Na hlubinu. W 1950 r. aresztowany i po pokazowym procesie z udziałem przedstawicieli zakonu skazany na 15 lat ciężkiego więzienia. W wyniku więzienia, tortur i braku opieki lekarskiej mocno podupadł na zdrowiu. W 1960 r. ciężko chory został zwolniony i po 2 latach zmarł.